# Liste der Monuments historiques in Vendenheim
Die Liste der Monuments historiques in Vendenheim führt die Monuments historiques in der französischen Gemeinde Vendenheim auf.

## Liste der Bauwerke
| Bezeichnung | Beschreibung                  | Standort               | Kennzeichnung | Schutzstatus | Datum | Bild |
| ----------- | ----------------------------- | ---------------------- | ------------- | ------------ | ----- | ---- |
| Wohnhaus    | Fachwerkhaus, bezeichnet 1570 | 5 rue du Lavoir (Lage) | PA00085207    | Inscrit      | 1981  |      |

## Liste der Objekte
| Bezeichnung                 | Beschreibung                          | Standort                              | Kennzeichnung | Schutzstatus | Datum | Bild |
| --------------------------- | ------------------------------------- | ------------------------------------- | ------------- | ------------ | ----- | ---- |
| Opferstock                  | Eichenholz, Schmiedeeisen, 1734       | in der protestantischen Kirche (Lage) | PM67001470    | Inscrit      | 2001  |      |
| Tympanon                    | Sandstein, Mitte des 16. Jahrhunderts | in der protestantischen Kirche (Lage) | PM67001468    | Inscrit      | 2001  |      |
| Grabstein eines Wurmser (?) | Sandstein, 1596                       | in der protestantischen Kirche (Lage) | PM67001469    | Inscrit      | 2001  |      |
| Zwei Abendmahlskannen       | Zinn, 1817                            | in der protestantischen Kirche (Lage) | PM67001471    | Inscrit      | 2001  |      |